# Brunstrupig kungshöna
Brunstrupig kungshöna (Tetraophasis obscurus) är en fågel i familjen fasanfåglar inom ordningen hönsfåglar. Den förekommer endast i bergstrakter i Kina. Arten minskar i antal, men beståndet anses ändå vara livskraftigt.

## Utseende och läten
Kungshöns är stora rätt fasanlika hönsfåglar med rätt långa, vitspetsade stjärtar. Denna art har rostfärgad strupe, vitaktig buk och är mattare gråbrun ovan än systerarten gulstrupig kungshöna (Tetraophasis szechenyii). Den senare har ljusare strupe, rostfärgade istället för vita spetsar på buk- och flankfjädrar samt blågrå istället för beigegrå på rygg och övergump. Lätet är en högljud blandning av bubblande, gutturala, skrovliga och raspande läten. Kroppslängden är 47–48 cm.

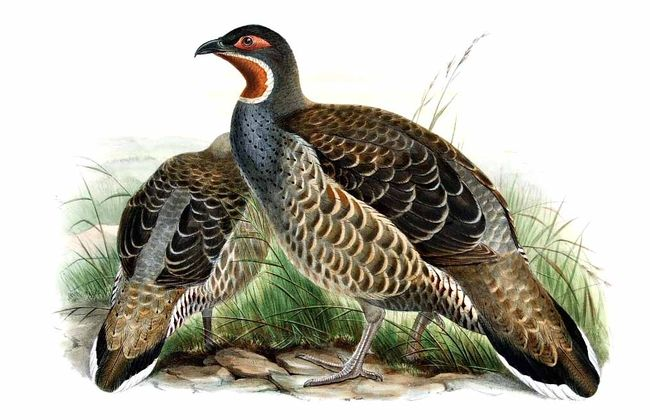

## Utbredning och systematik
Brunstrupig kungshöna förekommer i bergstrakter på östra tibetanska platån i östra Qinghai, centrala Gansu samt norra och västra Sichuan. Den behandlas som monotypisk, det vill säga att den inte delas in i några underarter.

## Levnadssätt
Fågeln hittas i blandskog, i snårmarker med rhododendron och en samt på alpängar mellan 3000 och 4100 meters höjd. Den lever av löv, blommor, frön och rötter. Dess häckningsbiologi är dåligt känd, men rapporteras placera sina bon både på marken och i träd. Olikt gulstrupig kungshöna häckar den inte kooperativt.

## Status och hot
Arten har ett stort utbredningsområde och en stor population, men tros minska i antal på grund av habitatdegradering, dock inte tillräckligt kraftigt för att den ska betraktas som hotad. Internationella naturvårdsunionen IUCN kategoriserar därför arten som livskraftig (LC). Världspopulationen har inte uppskattats men den beskrivs som ganska vanlig.

## Namn
Brunstrupiga kungshönans vetenskapliga artnamn obscurus betyder "mörk" eller "sotfärgad".